# Symplectoscyphus dentiferus
Symplectoscyphus dentiferus är en nässeldjursart som först beskrevs av Torrey 1902.  Symplectoscyphus dentiferus ingår i släktet Symplectoscyphus och familjen Sertulariidae. Inga underarter finns listade i Catalogue of Life.